# Vuurtoren van Hornby
De Vuurtoren van Hornby (Engels: Hornby Lighthouse) is een vuurtoren op het uiterste puntje van South Head in Australië. De toren staat op nummer drie qua oudste vuurtorens van Australië en is 9 meter hoog.
Het bouwwerk staat onder beheer van Sydney Ports Corporation. Het werd in 1858 geopend, maar werd in 1933 geautomatiseerd.